# Kireji
 (août 2016).
Si vous disposez d'ouvrages ou d'articles de référence ou si vous connaissez des sites web de qualité traitant du thème abordé ici, merci de compléter l'article en donnant les références utiles à sa vérifiabilité et en les liant à la section « Notes et références ».
Un kireji (切れ字, « caractère de coupe »), ou mot de césure, est un mot-outil utilisé dans la poésie japonaise traditionnelle. Il peut s'agir d'une particule enclitique (adverbe, conjonction, postposition) ou d'un auxiliaire verbal. Il est généralement considéré comme obligatoire dans le haïku, le hokku, le renga et le renku. Il n'existe pas d'équivalent exact dans la langue française et sa fonction peut être difficile à définir.
Premièrement, il a une utilité structurelle : il permet d'atteindre le nombre de mores requis pour chaque vers (généralement 5 ou 7), mais surtout il met en place la nécessaire césure au sein du poème. Situé au milieu d'un vers, il le divise en deux moitiés indépendantes ; il marque alors une pause à la fois rythmique et grammaticale. En fin de vers, il a un rôle d'emphase et accroît le sentiment de conclusion.
Deuxièmement, il peut imbiber le haïku de l'émoi ténu et subtil qui lui est propre, véhiculant alors les sentiments de l'auteur.

## Histoire
La règle du kireji (ainsi que celle du kigo) était déjà présente dans le hokku (première strophe en 5-7-5 d'un renga).
Lorsque Matsuo Bashō a développé le genre haiku à partir du hokku, il a conservé la règle.

## Liste des kireji usuels
Voici la liste des principaux kireji rencontrés :
| Kireji                    | Utilisation | Exemple (japonais)                | Exemple (romaji)                                            | Exemple (traduction) |
| ------------------------- | --- | --------------------------------- | ----------------------------------------------------------- | --- |
| ya (や)                   | (après un nom ou un groupe nominal) Permet d'insister sur le mot (ou groupe de mots) qui le précède. Ajoute une forte nuance émotive, notamment empreinte d'exclamation ou d'admiration,.                                                                                               | 古池や 蛙飛びこむ 水の音          | furu ike ya kawazu tobikomu mizu no oto (Matsuo Bashō)      | Ah ! Le vieil étang... Une grenouille plonge : Bruit d'eau.                                                              |
| ya (や)                   | (après un nom ou un groupe nominal) Permet d'insister sur le mot (ou groupe de mots) qui le précède. Ajoute une forte nuance émotive, notamment empreinte d'exclamation ou d'admiration,.                                                                                               | 松島や ああ松島や 松島や          | Matsushima ya aa Matsushima ya Matsushima ya (Matsuo Bashō) | Ah ! Matsushima ! Matsushima Aaah ! Ah ! Matsushima !                                                                    |
| kana (かな)               | (après un nom ou un groupe nominal) kana n'a pas le même sens qu'en japonais moderne (où il indique l'incertitude, et est d'ailleurs associé à un verbe). Il indique l'étonnement ou l'admiration,. Il souligne l'émotion associée au mot qui le précède.                               | 木をつみて 夜の明やすき 小窓かな  | ki o tsumite yo no akeyasuki komado kana (Masaoka Shiki)    | L'arbre ayant été coupé, la clarté du soir atteint facilement ma petite fenêtre !                                        |
| ka (か)                   | (en fin de phrase) Indique une question. | 鶯を 魂にねむるか 矯柳            | uguisu o tama ni nemuru ka taoyanagi (Matsuo Bashō)         | A-t-il un rossignol en son âme lorsqu'il dort ? Le saule pleureur...                                                     |
| mogana (もがな)           | (après un nom ou un groupe nominal) Indique le désir, l'espoir. | 子の日しに 都へ行かん 友もがな    | ne no hi shi ni miyako e ikan tomo mogana (Matsuo Bashō)    | Pour le désherbage du jour du rat, J'aimerais tant qu'un ami vienne me voir à la capitale.                               |
| zo (ぞ)                   | (en fin de phrase) Indique la détermination, la certitude. Donne un ton très fort et affirmatif,. | 五月の雨 岩檜葉の緑 いつまでぞ    | gogatsu no ame iwahiba no midori itsumade zo (Matsuo Bashō) | Pluie de mai ; Le vert des sélaginelles est éternel !                                                                    |
| keri (けり)               | (suffixe verbal ou adjectival) Montre l'émotion, l'étonnement, l'admiration, ou une prise de conscience soudaine vis à vis d'une scène passée, d'une action effectuée par quelqu'un d'autre que le locuteur. Sur le plan purement grammatical, il désigne une action passée, terminée,. | 阿蘭陀も 花に来にけり 馬に鞍      | horanda mo hana ni ki ni keri uma ni kura (Matsuo Bashō)    | Même les Hollandais sont venus pour la floraison ! Ensellons nos chevaux !                                               |
| nari (なり)               | (suffixe adjectival) En tant que suffixe adjectival, a le sens de "être". | 朝茶飲む 僧静かなり 菊の花        | choucha nomu sou shizuka nari kiku no hana (Matsuo Bashō)   | Buvant son thé du matin, le moine est serein. Chrysanthèmes...                                                           |
| nari (なり)               | (suffixe adjectival) En tant que suffixe adjectival, a le sens de "être". | のどかさや 内海川の ごとくなり    | nodokasa ya uchiumi kawa no gotoku nari (Masaoka Shiki)     | Quelle tranquillité ! La mer intérieure est semblable à un fleuve.                                                       |
| tari (たり)               | (suffixe verbal) Peut indiquer une action achevée dont les effets sont encore observables, mais également une action en cours. À déterminer selon le contexte. | 暑き日を 海にいれたり 最上川,     | atsuki hi o umi ni iretari mogamigawa (Matsuo Bashō)        | Le fleuve Mogami plonge le soleil ardent dans la mer.                                                                    |
| ran/ramu (らん/らむ)      | (suffixe verbal) Indique un constat, une conjecture devant une scène présente. | 市人に いで是売らむ 笠の雪        | ichibito ni ide kore uramu kasa no yuki (Matsuo Bashō)      | Cet homme au marché, on dirait bien qu'il vend le chapeau avec la neige qui est dessus.                                  |
| tsu (つ)                  | (suffixe verbal) |                                   |                                                             | |
| nu (ぬ)                   | (suffixe verbal) Peut indiquer une action complètement terminée, mais également la négation. À déterminer selon le contexte. | 花にねぬ 此もたぐいか 鼠の巣      | hana ni nenu kore mo tagai ka nezumi no su (Matsuo Bashō)   | Dès la floraison elles ont fini d'hiberner celles-là aussi ? Nid de souris.                                              |
| zu/su (ず/す)             | (suffixe verbal) Forme négative du verbe. | 木啄も 庵はやぶらず 夏木立,       | kitataki mo io wa yaburazu natsu kodachi (Matsuo Bashō)     | Même les piverts s'abstiennent d'endommager cet ermitage. Le bosquet en été...                                           |
| ji (じ)                   | (suffixe verbal) Forme négative du verbe pouvant exprimer l'incertitude, le non-désir, la non-intention. |                                   |                                                             | |
| yo (よ)                   | (en fin de phrase) Indique l'exclamation. | 野を横に 馬引き向けよ ほととぎす, | no o yoko ni uma hikimuke yo hototogisu (Matsuo Bashō)      | À travers la lande, guide mon cheval, toi petit coucou !                                                                 |
| se/re/he/ke (せ/れ/へ/け) | (suffixe verbal) Forme impérative du verbe. | 野を横に 馬引き向けよ ほととぎす, | no o yoko ni uma hikimuke yo hototogisu (Matsuo Bashō)      | À travers la lande, guide mon cheval, toi petit coucou !                                                                 |
| shi (し)                  | (suffixe adjectival) |                                   |                                                             | |
| ikani (いかに)            | (adverbe) Indique un choc émotionnel, la surprise, un fort étonnement. Donne de l'emphase à un phénomène. | 猿を聞く人 捨て子に秋の 風いかに  | saru o kiku hito suteko ni aki no kaze ikani (Matsuo Bashō) | J'entends les cris des singes... Non ! d'un enfant abandonné dans le vent d'automne ! Mais qu'est-ce que c'est que ça ?! |